# Андреевка (Восточно-Казахстанская область)
Андреевка (каз. Андреевка) — село в Алтайском районе Восточно-Казахстанской области Казахстана. Входит в состав Средигорного сельского округа. Находится примерно в 27 км к юго-востоку от районного центра, города Алтай. Код КАТО — 634857300.

## Население
В 1999 году население села составляло 255 человек (113 мужчин и 142 женщины). По данным переписи 2009 года, в селе проживало 200 человек (101 мужчина и 99 женщин).